# Oeson
Oeson de son vrai nom Jeremy Evan Saunders, est un chanteur mauricien originaire du village de L’Escalier, dans le sud de l’île Maurice.

## Biographie
Oeson (Jeremy Evan Saunders) est un chanteur mauricien originaire du village de L’Escalier, dans le sud de l’île Maurice. Issu d'une famille ouvrière, il s'est passionné dès son plus jeune âge pour les instruments traditionnels et le sega tambour. Inspiré par des figures emblématiques telles qu'Alpha Blondy, Tiken Jah Fakoly et Kaya, il a développé un style musical unique mêlant reggae, seggae et dancehall.

### Débuts et carrière musicale
En 2009, à 17 ans, Oeson sort son premier album Donn Faya, principalement orienté vers le dancehall. Bien que cet opus ait reçu peu d'attention, il marque le début de son parcours artistique. C'est en 2016, avec la sortie de son deuxième album Freedom Talk, qu'il connaît un succès notable, s'imposant comme une figure montante de la scène reggae mauricienne. Ce succès est consolidé en 2020 avec Ghetto Messiah, un album qui fusionne reggae et seggae, affirmant ainsi son identité musicale.

### Style et messages
Oeson se distingue par sa voix puissante et reconnaissable, ainsi que par des textes engagés abordant des thèmes sociaux, spirituels et identitaires. Des titres tels que Travay Bondié, Petite Reine ou encore Tire sa Dossier La illustrent son engagement à transmettre des messages profonds et à partager des vibrations positives. Il n'hésite pas à aborder des sujets sensibles qui touchent la société et l'essence même de la vie.

### Vie personnelle et engagements
Oeson réside sur son île à Case Noyale,  où il continue de créer et de partager sa musique. Il reste actif sur les réseaux sociaux, notamment sur Instagram où il partage des moments de sa vie quotidienne et de sa carrière artistique. Il est également présent sur SoundCloud, où ses morceaux tels que Nouvo Lorizon et Fatiguer Rest Emplace sont disponibles à l'écoute. Oeson continue de marquer la scène musicale mauricienne et internationale par son authenticité, son engagement et sa passion pour la musique. 

## Discographie

### Albums
Donn Faya (2009) - Premier album centré sur le dancehall. Sorti à l'âge de 17 ans.
Distribution limitée, peu de visibilité initiale.
Freedom Talk (2016) - Album marquant un tournant dans sa carrière. Enregistré aux studios One Vibe Records. Contient le titre "Praise Most High" en collaboration avec Blakkayo
Ghetto Messiah (2020) - Fusion de reggae et seggae. Titres notables : "Petite Reine", "Travail Bondié", "Chase Me Down" (feat. The Prophecy), "Traffic Jam".